# Asta Südhaus
Asta Ottilie Bertha Südhaus (* 21. August 1898 in Hamburg; † 25. Februar 1981 in Lübeck) war eine deutsche Rezitatorin und Synchronsprecherin.

## Leben und Wirken

Asta Südhaus rezitiert deutsche Gedichte an der Deutschen Schule Helsinki (8. Mai 1941)

Die Tochter des Reichsbankbeamten Otto Südhaus und seiner Frau Bertha, geb. Klipp, wuchs als Einzelkind in gut situierten Verhältnissen in Stettin in Pommern auf. Sie besuchte zunächst die höhere Mädchenschule der Maria Friedländer in der Augustastraße 54 in Stettin, danach die Schule eines Kommerzienrates, der sich „Onkel Martin“ nennen ließ, und gehörte nach ihren Selbstauskünften der Wandervogel-Bewegung an.
Als in der Zeit nach dem Ersten Weltkrieg eine Arbeiterfamilie in ihrem Elternhaus untergebracht werden sollte, wurde sie auf Initiative ihrer Mutter an den Kaufmann Kurt Schmidt verheiratet. Wenig später verkaufte die Familie Südhaus die Immobilie. Die Ehe mit Schmidt wurde 1928 geschieden. Südhaus, die zunächst mit dem Gedanken gespielt hatte, Kunst zu studieren, nahm nach ihrer Scheidung beim Oberspielleiter des Stettiner Stadttheaters Schauspielunterricht und debütierte auf der Stettiner Bühne, als eine Kollegin ausgefallen war. Daraus entwickelte sich aber keine Bühnenkarriere. Der nächste Lehrer Südhaus’ war ein ehemaliger jugendlicher Held des Stettiner Theaters. Er hoffte, seine Schülerin in Landsberg an der Warthe oder Karlsruhe unterzubringen, doch beide Vorsprechtermine blieben erfolglos. Daraufhin ging Südhaus zur Rezitation über.
Asta Südhaus machte den Umzug mit, nachdem ihr Vater nach Berlin versetzt worden war. Dort sprach sie bei Harald Braun vor, dem Leiter der evangelischen Morgenfeiern im Rundfunk. Er war angetan von ihrer Stimme, ebenso Karl Würzburger, in dessen Stiller Stunde sie zum Einsatz kam. Angeblich endete ihre Rundfunklaufbahn, als Leo Kestenberg ihr nahelegte, in die SPD einzutreten, was Asta Südhaus ablehnte. Leon Hirsch gab ihr dann eine Chance in seinem Cabaret, wo sie mit einem Auftritt zum § 218 und Liebesgedichten debütierte. Der Auftritt wurde im 12 Uhr Blatt positiv besprochen. Als Goetz Otto Stoffregen ihr einen Eintritt in die NSDAP nahelegte, folgte sie dieser Aufforderung.
Südhaus war im Dritten Reich eine gefragte Künstlerin, die viele Tourneen absolvierte. Olavi Paavolainen schilderte einen ihrer Auftritte: „Asta Südhaus, die als die beste Rezitatorin im Dritten Reich gilt und vom ‚Nordischen Gedanken‘ begeistert ist, wurde ihrem Ruf durchaus gerecht. Mit prächtiger, fast männlich tönender Bruststimme [...] trug sie uns ihr gewaltiges ‚nordisches‘ Programm vor – mit steifem Körper, den Kopf stolz nach hinten geworfen, den Blick ihrer großen graublauen Augen nach oben gerichtet“. Er bescheinigte ihr „germanisches Temperament“ und „stilreine Rezitationstechnik“, war aber mit der Auswahl der rezitierten Werke unzufrieden. Ab 1938 war sie an mehreren Großveranstaltungen beteiligt, so trat sie im Lustgarten in einem Versepos zum Thema Deutschland auf, das, laut ihren Memoiren, ein „junger Arbeitsdienstführer“ geschrieben hatte und das sie großartig fand. Es folgten ein Auftritt in einer Heimatdichtung von Curt Freiwald für die Leunawerke und einer bei der 700-Jahr-Feier in Neuruppin. Außerdem war Südhaus 1938 bei den Bayreuther Festspielen engagiert. Auch während des Krieges hatte sie zahlreiche Engagements, davon auch viele im Ausland. Unter der Leitung von Carl Schuricht war sie an einer Veranstaltung zum 100. Geburtstag Edvard Griegs beteiligt.
Gegen Ende des Zweiten Weltkrieges konnte Südhaus noch, unter dem Vorwand, einem Engagement in Dannenberg an der Elbe folgen zu müssen, mit einigem Gepäck und ihrem gesamten Geld Berlin verlassen. Seit 1940 war sie mit dem Ministerialbeamten Hanno Konopath verheiratet, der einige Zeit nach seiner Ehefrau Berlin auch noch verlassen konnte und in Dannenberg wieder mit ihr zusammentraf. Nach Stationen in Bremen, Hamburg und Ilten betrieb Südhaus, nun wiederum in Hamburg, ihre Entnazifizierung. 1947 konnte sie wieder auftreten. Konopath wurde in Hamburg Mitarbeiter bei Ernst Friedländer in der Europa-Union; laut seiner Ehefrau ging die Europafahne, die in den 1950er Jahren kreiert wurde, auf seinen Entwurf zurück. Südhaus arbeitete weiter als Rezitatorin. Als aufregendsten Auftritt ihres Lebens bezeichnete sie ihre Mitwirkung bei der Uraufführung von Humphrey Searles Melodram The Riverrun in Düsseldorf, dessen Text von James Joyce stammte, unter dem Dirigat von Hermann Scherchen.
In der Nachkriegszeit wirkte sie auch als Synchronsprecherin, 1950 für Lily Kann als Minna Cesare in Auf falscher Spur und 1955 als Amelia für Evelyn Kerry in Ladykillers.
Hanno Konopath starb 1962 nach 22-jähriger Ehe mit Asta Südhaus. Diese arbeitete nach dem Tod des Ehemanns noch einige Jahre weiter. Nach einer Jugoslawien-Tournee nahm sie Abschied von der Bühne. 1978 wurden ihre Memoiren veröffentlicht, zu dieser Zeit lebte sie in Baden-Baden. Asta Südhaus starb 1981 im Alten- und Pflegeheim „Quellenhof“ in Lübeck.

## Hörspiele
- 1952: Hermann Rossmann: Ballade vom Meer – Regie: Gustav Burmester (NWDR Hamburg)